# قهرمان تونپور (فیلم)
قهرمان تونپور (به انگلیسی: toonpur ka super hero) رئال انیمیشن هندی به کارگردانی فورانا است. این رئال انیمیشن در ۲۹ فروردین ۱۳۹۰ منتشر شده‌است.

## خلاصه داستان
در پی بالا گرفتن اختلافات میان دوتون‌ها و تون آساها در سرزمین افسانه‌ای تون پور، آدیتیا (آجی دوگان) تصمیم می‌گیرد برای برقراری صلح و ایجاد دوستی به دنیای انیمیشن‌ها سفر کند اما همه چیز آنطور که به نظر می‌رسد ساده نیست بنابراین …

## بازیگران
- اجی دیوگن
- سانجی دات
- کاجول